# Велика земля
«Велика земля» (рос. «Большая земля») — радянський художній фільм 1944 року, знятий Сергієм Герасимовим на кіностудії «Мосфільм».

## Сюжет
Почалася совєцько-німецька війна. Серпень 1941 року. В одному містечку на Уралі жінки проводжають своїх чоловіків на війну. Тепер вони залишилися одні і повинні самі впоратися з усіма справами. Головна героїня фільму Анна проявляє волю і потрібні зараз організаторські здібності. На Урал евакуюють промисловість, а разом з обладнанням прибувають і люди з місць, де ведуться або скоро можуть початися бойові дії. Ці люди стали біженцями, їм потрібно дати притулок. Анна бере в свій будинок сім'ю — жінку з дітьми, інші теж беруть з неї приклад.

## У ролях
- Тамара Макарова —  Анна Іванівна Свиридова
- Віктор Добровольський —  Микола Петрович Анікєєв, директор заводу
- Володимир Соловйов —  Єгор Степанович Свиридов, чоловік Анни Іванівни
- Софія Халютіна —  Марія Гаврилівна Свиридова, мати Єгора Степановича
- Сергій Блинников —  Петро Федорович Приходько
- Георгій Ковров —  Василь Черних
- Марк Бернес —  Олексій Васильович Козирєв
- Петро Алейников —  Костя Коротков
- Віра Алтайська —  Антоніна Ушакова
- Микола Коновалов —  Іван Андрійович Курочкін, інженер
- Ксенія Козьміна — сусідка Свиридова
- Іван Турченко — гість на проводах
- Надія Ковальова — гостя на проводах
- Михайло Воробйов — воєнком
- Степан Крилов — солдат в теплушці
- Ольга Ленська — евакуйована
- Василь Нещипленко — евакуйований
- Олена Ануфрієва — тітка Тоня, сусідка Антоніни
- Віталій Доронін — секретар Анікєєва
- Федір Іванов — епізод
- Олександр Фролов — Олександр Іванович

## Знімальна група
- Автор сценарію: Сергій Герасимов
- Режисер: Сергій Герасимов
- Оператор: Володимир Яковлєв
- Художник: Іван Степанов